# بوب وايس
بوب وايس (بالإنجليزية: Bob Weiss)‏ مواليد 7 مايو 1942 في بنسيلفانيا، هو لاعب كرة سلة أمريكي معتزل أصبح مدرباً مساعدا بدأ مسيرته الاحترافية في سنة 1965. تم اختياره من قبل فريق فيلادلفيا سفنتي سيكسرز خلال الدرافت وهو مدرب مساعد لفريق شارلوت هورنتس في الرابطة الوطنية لكرة السلة. يبلغ طوله 6 قدم 2 بوصة (1.9 م). اعتزل اللعب في 1977. أحرز خلال مسيرته في الإن بي إيه 5989 نقطة بمعدل 7.6 نقاط في المباراة الواحدة.

## المسيرة الاحترافية
لعب مع فيلادلفيا سفنتي سيكسرز في سنة 1965، ثم لعب مع فيلادلفيا سفنتي سيكسرز في سنة 1967، ثم لعب مع سياتل سوبرسونيكس في موسم 1967–1968، ثم لعب مع ميلووكي باكز في سنة 1968، ثم لعب مع شيكاغو بولز من سنة 1968 إلى 1974، ثم لعب مع بوفالو بريفز من سنة 1974 إلى 1976، ثم لعب مع واشنطن ويزاردز في موسم 1976–1977.

## إحصائيات المسيرة
| الفريق            | السنة   | G   | W   | L   | W–L% | النهاية | PG | PW | PL | PW–L% | النتيجة                  |
| ----------------- | ------- | --- | --- | --- | ---- | ------- | -- | -- | -- | ----- | ------------------------ |
| سان أنطونيو سبرز  | 1986–87 | 82  | 28  | 54  | .250 | 6       | —  | —  | —  | —     | غاب عن الأدوار الإقصائية |
| سان أنطونيو سبرز  | 1987–88 | 82  | 31  | 51  | .378 | 5       | 3  | 0  | 3  | .000  | خسر في الجولة الأولى     |
| أتلانتا هوكس      | 1990–91 | 82  | 43  | 39  | .524 | 4       | 5  | 2  | 3  | .400  | خسر في الجولة الأولى     |
| أتلانتا هوكس      | 1991–92 | 82  | 38  | 44  | .463 | 5       | —  | —  | —  | —     | غاب عن الأدوار الإقصائية |
| أتلانتا هوكس      | 1992–93 | 82  | 43  | 39  | .524 | 4       | 3  | 0  | 3  | .000  | خسر في الجولة الأولى     |
| لوس أنجلوس كليبرز | 1993–94 | 82  | 27  | 55  | .329 | 7       | —  | —  | —  | —     | غاب عن الأدوار الإقصائية |
| سياتل سوبرسونيكس  | 2005–06 | 30  | 13  | 17  | .433 | (أقيل)  | —  | —  | —  | —     | —                        |
| المسيرة           |         | 522 | 223 | 299 | .427 |         | 11 | 2  | 9  | .182  |                          |

## روابط خارجية
- بوب وايس على موقع إن بي أي (الإنجليزية)
- بوب وايس على موقع سبورتس رفرنس (الإنجليزية)
- بوب وايس على موقع كلية كرة السلة في سبورتس رفرنس.كوم (الإنجليزية)
- بوب وايس على موقع ريلجم (الإنجليزية)
- بوب وايس على موقع بروبوليرز (الإنجليزية)
- بوب وايس على موقع سبورتس رفرنس (الإنجليزية)